# Tamoya
Tamoya è un genere di cubomeduse nella famiglia Tamoyidae.
Il genere Tamoya è identificabile dalle facelle verticali, poste negli angoli interradiali delle pareti dello stomaco. Sono inoltre considerate Tamoyidae tutte le meduse Carybdeida con la nicchia dei ropali senza "corna"  e con la ripiegatura superiore "aggrottata".
Come le Tripedalia e le Carukia,  queste meduse hanno i ropali con sei occhi. I pedalia, le strutture dalla quale si diparte ogni tentacolo, sono lunghi e con forma arrotondata. Oltre a queste caratteristiche comuni, le specie della famiglia Tamoyidae presentano notevoli diversità morfologiche.
Un tempo era inclusa fra le Tamoyidae anche la medusa chiamata "caridbea di Darwin", ma è ora descritta come Gerongia rifkinae Gershwin & Alderslade 2005.

## Distribuzione
Le meduse della famiglia Tamoyidae sono presenti nell'oceano Atlantico (essenzialmente nell'Atlantico occidentale) e nel mar dei Caraibi. Vivono in acque tropicali o temperate, con uno stile di vita che si sviluppa principalmente nella zona neritica.
Molte meduse cubo pescate nel Indo-Pacifico sono state identificate come Tamoya, ma si tratta generalmente di un errore: nell'oceano Indiano e nel Pacifico sono presenti le meduse della famiglia Carukiidae. Questa comune confusione ha portato, ad esempio, a chiamare Tamoya virulenta in passato, la  Morbakka virulenta del Giappone.

## Specie
- Tamoya gargantua Haeckel, 1880
- Tamoya haplonema F. Müller, 1859
- Tamoya ohboya Collins, Bentlage, Gillan, Lynn, Morandini, Marques, 2011

- Tamoya bursaria Haeckel, 1880 (nomen dubium, probabilmente sinonimo di T. gargantua[5])
- Tamoya quadrumana F. Müller, 1859 sinonimo di Chiropsalmus quadrumanus (F. Müller, 1859)
- Tamoya virulenta Kishinouye, 1910 sinonimo di Morbakka virulenta (Kishinouye, 1910)
- Tamoya prismatica Haeckel, 1880 sinonimo di T. haplonema.[6]

Secondo World Register of Marine Species, vi sono tre specie certe per il genere. La descrizione della T. bursaria è troppo vaga per permettere di identificare una specie nuova.
Il catalogo Integrated Taxonomic Information System, che non considera la famiglia Tamoyidae (Haeckel, 1880), di contro registra il genere Tamoya (Müller, 1859) e ne elenca due specie: T. gargantua e la T. haplonema.